# Frank Perris
Frank Perris (Toronto, 29 mei 1931) was een Canadees motorcoureur. 
Frank Perris verhuisde met zijn ouders in 1938 naar het Verenigd Koninkrijk. In 1948 begon hij in de omgeving van Chester te racen met motorfietsen, eerst met een Douglas en later, toen hij lid werd van de Chester Motor Club, met een BSA Blue Star uit 1934. 

## Carrière
Toen hij in 1949 de Isle of Man TT had bezocht, besloot hij zijn BSA te verkopen en een 250 cc Velocette MOV uit 1934 en een 500 cc Norton International uit 1931 te kopen. Toen hij die had omgebouwd tot wegracer nam hij aan zijn eerste officiële race op de Antelope renbaan in Rhydymwyn bij Mold (Wales) deel. In de 250cc-race reed hij zijn Velocette in de kreukels, maar hij finishte wel met de Norton.
In 1951 verkocht hij de Velocette MOV om een Velocette KTT te kopen. Hij nam aan verschillende races deel om ervaring op te doen. Hij kreeg een OK Supreme van de vader van coureur Bill Smith en hij startte met een Triumph T 100 in de Clubmans Senior TT, waar hij 32e werd.
In 1952 werd hij met de Triumph 18e in de Clubmans Senior TT. Daarna trok hij met een tent door Europa om aan een aantal races op echte, permanente circuits deel te nemen.
In 1953 verkocht hij zijn motorfietsen om een Triumph Grand Prix aan te schaffen. Hij won een race in Brands Hatch en kwam in contact met Britse tuners als John Viccars, Geoff Monty, Allen Dudley-Ward en Tom Kirby, waardoor zijn materiaal steeds beter werd.
In 1955 kreeg hij een contract om met een Matchless G50 deel te nemen aan de Ulster Grand Prix. Dat contract zou in 1956 verlengd worden, maar toen beëndigden alle Britse fabrieken hun wegrace-activiteiten.
Toch werd Frank Perris in 1956 met een AJS 7R achtste in de Junior TT en met de Matchless G50 veertiende in de Senior TT.
John Viccars regelde in 1957 twee door Ray Petty getunede Norton Manx'. Daarmee reed Frank Perris vijf jaar lang op de Europese circuits.
In 1960 scoorde hij één WK-punt in de Grand Prix van Frankrijk en zo kwam hij voor het eerst voor in de uitslagenlijsten van het wereldkampioenschap wegrace, als dertiende in de 350cc-klasse.
In 1961 had Frank Perris een uitstekend seizoen, tenminste waar het de 500cc-klasse betrof. Hij scoorde podiumplaatsen in de Grand Prix van Duitsland, de Grand Prix van Zweden en de Grand Prix van Argentinië en eindigde als derde in het 500 cc-wereldkampioenschap. Eind 1961 kreeg Frank Perris voor de GP des Nations in Monza een 125 cc Suzuki RT 61, waarmee hij negende werd. 

### Suzuki
| Suzuki was in 1960 voor het eerst naar het eiland Man gekomen om met de 125cc-racers, die toen nog Colleda RT 60 heetten, deel te nemen. De eenvoudige, zuigergestuurde tweetaktmotoren konden echter geen indruk maken. Dat lukte in 1961 met de Suzuki RT 61 ook niet. Toen Frank Perris de machine voor de race in Monza kreeg, waren de Japanse fabriekscoureurs Michio Ichino, Sadao Masuda en Mitsuo Itō allemaal in de Isle of Man TT uitgevallen en in de TT van Assen ver buiten de punten geëindigd. Toen Ernst Degner uit de DDR vluchtte nam hij veel kennis van MZ mee. In de winter van 1961-1962 hielp hij met de ontwikkeling van de Suzuki RT 62, die roterende inlaten en expansie-uitlaten kreeg. Suzuki trok nu meer Westerse coureurs aan: Hugh Anderson, Frank Perris en uiteraard Ernst Degner, maar de machine was nog lang niet opgewassen tegen de snelle Honda RC 145. Bovendien kwam er een 250cc-machine, de Suzuki RV 62, die nog niet echt racerijp was. In 1963 verscheen de 125 cc tweecilinder RT 63. Dit keer werd Hugh Anderson wereldkampioen, terwijl Frank Perris, slechts in zes wedstrijden ingeschreven, vierde werd. Hij won de GP van Japan met de watergekoelde opvolger van de RT 63, de RT 64. In 1964 had Honda de Honda 2RC 146, een viercilinder viertaktmotor die de Suzuki's weer de baas was. Hugh Anderson werd met de doorontwikkelde Suzuki RT 64 A slechts derde in de WK-strijd. In 1965 begon de ontwikkeling van nieuwe machines, die nooit tot volle bloei zouden komen: de 125 cc viercilinder RK 64 en de 125 cc driecilinder RJ 66. De tweecilinder, die intussen RT 65 heette, deed het echter goed: Hugh Anderson werd wereldkampioen en Frank Perris werd tweede. Er kwamen echter al wat wolken aan de hemel: De watergekoelde versie van de Yamaha RA 97 en in de laatste GP verscheen de vijfcilinder Honda RC 148. Daar werd Luigi Taveri in 1966 wereldkampioen mee, terwijl de Yamaha's van Phil Read en Bill Ivy en de tweede Honda van Ralph Bryans ook te sterk waren voor de Suzuki's. Ook in 1967 vlotte het niet met de Suzuki-viercilinders en de coureurs bleven met de Suzuki RT 67 tweecilinders rijden. Daarna stopte de ontwikkeling, de laatste RT 67-machines werden cadeau gedaan aan coureur Hans Georg Anscheidt. Die machines zouden in handen van verschillende andere coureurs nog tot ver in de jaren zeventig ingezet worden. |

In 1962 was Frank Perris opgenomen in het fabrieksteam van Suzuki, maar hij reed slechts weinig wedstrijden. Zowel de 125 cc RT 62 als de 250 cc RV 62 kampten met betrouwbaarheidsproblemen, maar Frank Perris werd in de 250 cc TT van Assen vijfde.
In 1963 won Frank Perris de Japanse Grand Prix toen hij de nieuwe RT 64 mocht gebruiken. Dit was zijn eerste overwinning in het wereldkampioenschap. Hij passeerde op die manier in de laatste race zijn teamgenoten Bert Schneider en Ernst Degner en werd vierde in het 125 cc kampioenschap.
Nadat de Suzuki's in de Amerikaanse GP van 1964 konden winnen omdat Honda niet aan de start kwam, kwamen ze er in de GP van Spanje niet aan te pas. In Frankrijk werd Frank Perris derde nadat Honda-coureur Jim Redman uitviel. Hij reed echter maar vier wedstrijden en eindigde als zevende in de 125cc-klasse.
In 1965 deed Suzuki weer een poging in de 250cc-klasse met de Suzuki RZ 64. Frank Perris was de enige die met de machine mocht rijden maar hij haalde slechts één podiumplaats: Perris werd derde in de Lightweight 250 cc TT. In de 125cc-klasse ging het veel beter met de Suzuki RT 65. Anderson, Degner en Perris stonden op de eerste drie plaatsen in Amerika en dat was in Duitsland ook zo geweest als Degner niet uitgevallen was. Daardoor werd Frank Perris tweede. Degner sloeg Spanje over en ook daar werd Perris tweede. In de GP van Frankrijk was de orde hersteld: Anderson eerste, Degner tweede en Perris derde. In de Lightweight 125 cc TT ging het niet zo goed, niet omdat Honda haar zaken beter op orde had, maar omdat Yamaha met de watergekoelde versie van de RA 97 zo sterk was. Perris sloeg de TT van Assen en de GP van België over, maar won daarna in de DDR en Tsjechoslowakije. Met tweede plaatsen in Finland en Monza en een zevende plaats in Japan eindigde Frank Perris als tweede in het 125 cc kampioenschap achter zijn teamgenoot Hugh Anderson.
Hoewel de ontwikkelingen van de drie- en viercilinder Suzuki's ook in 1966 doorging, bleven de coureurs gebruikmaken van de tweecilinders, die nu RT 66 heetten. Die leverden wel iets meer vermogen, maar waren toch niet opgewassen tegen de concurrentie. Alle overwinningen in de 125cc-klasse werden verdeeld onder de Honda-coureur Luigi Taveri en de Yamaha-coureurs Bill Ivy en Phil Read. Frank Perris reed wel vrij veel races, maar moest zich tevreden stellen met vierde, vijfde en zesde plaatsen. Hij werd zevende in het wereldkampioenschap. Aan het einde van het seizoen maakte Frank Perris, die inmiddels 35 jaar oud was, het einde van zijn carrière bekend, maar een aanbod van Benelli stelde dat besluit nog even uit.
De Benelli's werden in 1967 echter bestuurd door Renzo Pasolini en Silvio Grassetti en Frank Perris verscheen dan ook niet op de circuits. Hij verhuisde naar Zuid-Afrika, maar verlangde toch terug naar het racen. Zo kwam hij in 1968 met een 250 cc Eddie Crooks Suzuki TR 250 aan de start van de Lightweight 250 cc TT en in 1969 werd hij in die wedstrijd zelfs tweede. Hij scoorde ook nog goede resultaten in Duitsland (vierde) en Frankrijk (zesde).
In 1971 kreeg Frank Perris van Lord Denbigh Rollo Fielding een nieuwe Yamaha TD 2, waarmee hij vijfde werd in de Grand Prix van Zweden. Van Suzuki GB kreeg hij een Suzuki Daytona 500 om aan de Senior TT deel te nemen. Hij werd er derde mee. Zo werd Frank Perris op 40-jarige leeftijd nog 28e in de 250cc-klasse en 11e in de 500cc-klasse. 

## Racemanager
Toen hij al plannen maakte voor zijn raceseizoen van 1972 kwam Frank Perris bij toeval in contact met Dennis Poore, de directeur/eigenaar van Norton-Villiers. Die bood hem een baan als racemanager aan. Norton werkte hard aan de ontwikkeling van 750cc-racers op basis van de Norton Commando en Perris moest leiding geven aan het fabrieksteam. In december 1971 werd het contract getekend. Frank Perris trok Peter Williams, Phil Read, Mick Grant en Dave Croxford als coureurs aan. Het team bleef bestaan tot Norton-Villiers in 1974 failliet ging. Frank Perris kreeg daarna de leiding over de "NVT Race Shop", tot die in 1977 ook gesloten werd.

## Wereldkampioenschap wegrace resultaten
(Races in vet zijn pole-positions; races in cursief geven de snelste ronde aan)
| Jaar | Klasse | Motorfiets          | 1       | 2     | 3       | 4       | 5       | 6       | 7       | 8       | 9       | 10    | 11      | 12    | 13    | Punten | Plaats | Overwinningen |
| ---- | ------ | ------------------- | ------- | ----- | ------- | ------- | ------- | ------- | ------- | ------- | ------- | ----- | ------- | ----- | ----- | ------ | ------ | ------------- |
| 1955 | 500 cc | Matchless G50       | SPA -   | FRA - | IOM 26  | DUI -   | NED -   | BEL -   | ULS DNF | NAT -   |         |       |         |       |       | 0      | -      | 0             |
| 1956 | 350 cc | Norton Manx 40M     | IOM 8   | NED - | BEL -   | DUI -   | ULS -   | NAT -   |         |         |         |       |         |       |       | 0      | -      | 0             |
| 1956 | 500 cc | Norton Manx 30M     | IOM 14  | NED - | BEL -   | DUI -   | ULS DNF | NAT -   |         |         |         |       |         |       |       | 0      | -      | 0             |
| 1959 | 500 cc | Norton Manx 30M     | FRA -   | IOM - | DUI -   | NED DNF | BEL -   | ZWE -   | ULS -   | NAT -   |         |       |         |       |       | 0      | -      | 0             |
| 1960 | 350 cc | Norton Manx 40M     | FRA 6   | IOM - | NED 8   | BEL -   | DUI -   | ULS -   | NAT -   |         |         |       |         |       |       | 1      | 13e    | 0             |
| 1960 | 500 cc | Norton Manx 30M     | FRA -   | IOM - | NED 7   | BEL DNF | DUI -   | ULS DNF | NAT -   |         |         |       |         |       |       | 0      | -      | 0             |
| 1961 | 125 cc | Suzuki RT 61        | SPA -   | DUI - | FRA -   | IOM -   | NED -   | BEL -   | ULS -   | NAT 9   | ZWE -   | ARG - |         |       |       | 0      | -      | 0             |
| 1961 | 350 cc | Norton Manx 40M     | SPA -   | DUI 6 | FRA -   | IOM -   | NED 6   | BEL -   | DDR -   | ULS 3   | NAT -   | ZWE - | ARG -   |       |       | 2      | 17e    | 0             |
| 1961 | 500 cc | Norton Manx 30M     | SPA -   | DUI 2 | FRA -   | IOM -   | NED 5   | BEL -   | DDR DNF | ULS -   | NAT DNF | ZWE 3 | ARG 3   |       |       | 16     | 3e     | 0             |
| 1962 | 125 cc | Suzuki RT 62        | SPA -   | FRA - | IOM DNF | NED -   | BEL -   | DUI -   | ULS -   | DDR -   | NAT 4   | FIN 5 | ARG -   |       |       | 2      | 19e    | 0             |
| 1962 | 250 cc | Suzuki RV 62        | SPA -   | FRA - | IOM -   | NED 5   | BEL DNF | DUI -   | ULS -   | DDR -   | NAT DNF | FIN - | ARG -   |       |       | 2      | 20e    | 0             |
| 1963 | 125 cc | Suzuki RT 63        | SPA -   | DUI - | FRA 4   | IOM 2   | NED 2   | BEL -   | ULS 6   | DDR -   | FIN DNF | NAT - | ARG -   | JAP 1 |       | 24     | 4e     | 1             |
| 1964 | 125 cc | Suzuki RT 64 A      | USA -   | SPA 9 | FRA 3   | IOM DNF | NED 6   | BEL -   | DUI -   | DDR -   | ULS 4   | FIN - | NAT -   | JAP - |       | 10     | 7e     | 0             |
| 1965 | 125 cc | Suzuki RT 65        | USA 3   | DUI 2 | SPA 2   | FRA 3   | IOM DNF | NED -   | BEL -   | DDR 1   | TSJ 1   | ULS - | FIN 2   | NAT 2 | JAP 7 | 44     | 2e     | 2             |
| 1965 | 250 cc | Suzuki RZ 64/RZ 65  | USA 4   | DUI - | SPA DNF | FRA -   | IOM 3   | NED -   | BEL 5   | DDR -   | TSJ -   | ULS - | FIN -   | NAT - | JAP - | 9      | 9e     | 0             |
| 1966 | 125 cc | Suzuki RT 66        | SPA DNF | DUI 4 | FRA -   | NED 12  | BEL -   | DDR 5   | TSJ 5   | FIN -   | ULS 6   | IOM 5 | NAT -   | JAP - |       | 10     | 7e     | 0             |
| 1968 | 250 cc | Suzuki TR 250       | DUI -   | SPA - | IOM DNF | NED -   | BEL -   | DDR -   | TSJ -   | FIN -   | ULS -   | NAT - |         |       |       | 0      | -      | 0             |
| 1969 | 250 cc | Suzuki TR 250       | SPA -   | DUI 4 | FRA 6   | IOM 2   | NED -   | BEL -   | DDR -   | TSJ -   | FIN -   | ULS - | NAT -   | JOE - |       | 25     | 8e     | 0             |
| 1969 | 500 cc | Suzuki T 500        | SPA -   | DUI - | FRA -   | IOM DNF | NED -   | BEL -   | DDR -   | TSJ -   | FIN -   | ULS - | NAT -   | JOE - |       | 0      | -      | 0             |
| 1971 | 250 cc | Yamaha TD 2         | OOS -   | DUI - | IOM -   | NED -   | BEL -   | DDR -   | TSJ -   | ZWE 5   | FIN -   | ULS - | NAT -   | SPA - |       | 6      | 28e    | 0             |
| 1971 | 500 cc | Suzuki T 500/Seeley | SPA -   | DUI - | IOM 3   | NED -   | BEL 7   | DDR -   | TSJ -   | ZWE DNF | FIN DNF | ULS - | NAT DNF | SPA - |       | 14     | 11e    | 0             |